# 쓰나다 다이시
쓰나다 다이시(일본어: 綱田 大志, 1984년 4월 5일 ~ )는 일본의 축구 선수이다.

## 구단 경력
그는 2014년부터 2017년까지 J리그의 카마타마레 사누키에서 활동하였다.